# Regan Smith (Rennfahrer)
Regan Smith (* 23. September 1983 in Cato, New York) ist ein ehemaliger US-amerikanischer Rennfahrer. 

## Karriere

### Junge Jahre
Im Alter von vier Jahren begann Regan Smith mit dem Kartsport, wobei er im Laufe seiner jungen Karriere schon früh einige regionale und überregionale Titel gewinnen konnte. Seine Eltern förderten ihn, indem sie 1995 nach Mooresville, North Carolina umzogen, wo die Bedingungen für Motorsportler besser sind, da hier viele Teams der Nascar beheimatet sind. Smith trat im selben Jahr der World Karting Association bei und konnte weitere Siege und Meisterschaften für sich entscheiden.
Dabei gewann er unter anderem die WKA Grand National Championship im Jahre 1996 und den WKA Manufacturer Cup im Jahre 1997. 1998 schaffte er es auch die Canadian Grand National Karting Championship siegreich zu beenden.
In seiner weiteren Laufbahn fuhr er in der Allison Legacy Series und der USAR Hooters ProCup Series, wobei er 2001 vier Poles holen konnte. Bei Ersterem konnte er sich 2001 als Meister und auch als Rookie of the Year durchsetzen.

### Nascar

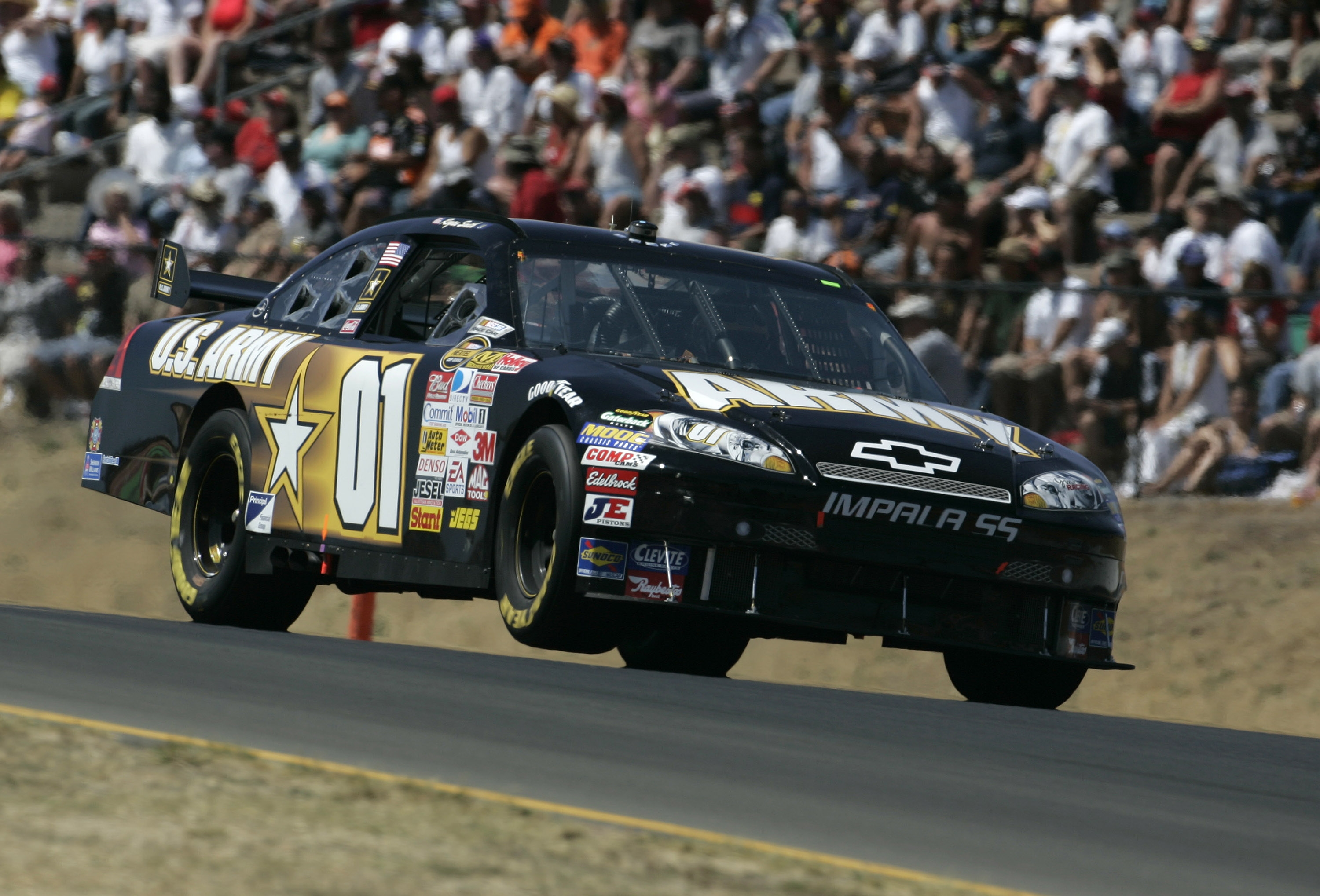
Regan Smith am Infineon Raceway 2007.

#### 2002 bis 2005
Zwischen 2002 und 2005 fuhr Smith ausgewählte Truck und einige Busch Series Rennen. Dabei kam er in der Gesamtwertung der Busch Series vor 2006 nie über einen 33. Platz in der Gesamtwertung hinaus und nahm auch nie an der kompletten Saisondistanz teil. Ähnlich lief es für Smith auch bei den Trucks. Hier waren seine Einsätze noch deutlicher beschränkt.

#### Seit 2006
2006 fuhr Smith seine erste und bis dato einzige komplette Busch Series Saison, welche er auf dem 20. Platz der Gesamtwertung beendete. Im Jahr darauf kam er zu seinem ersten Einsatz in der höchsten Serie der NASCAR, bis 2007 noch unter dem Namen Nextel Cup bekannt. Das erste Rennen fuhr er auf dem Bristol Motor Speedway.
2008 kam er schon auf insgesamt 34 Einsätze und sicherte sich in seiner ersten fast vollständigen Saison den Titel Rookie of the Year. Im Gesamtranking erreichte er lediglich den 34. Platz.
2009 konnte Smith nicht mehr an seine Vorsaison anknüpfen. Er kam lediglich auf 18 Einsätze und belegte den 39. Platz in der Meisterschaftswertung.
Im Jahr 2010 fuhr er dann schließlich seine erste komplette Saison mit insgesamt 36 Einsätzen. Hier erzielte er auch bis dato sein bestes Ergebnis in der Jahreswertung. Die Saison konnte er auf dem 28. Platz beenden.
Den vorläufigen Höhepunkt seiner Karriere bildete sein Sieg in der Saison 2011 beim Showtime 500 auf dem Darlington Raceway im Frühjahr. Im Februar konnte er schon erstmals ein Top-10-Ergebnis beim Daytona 500 sichern, was neben einer Premiere in seiner Cup Karriere, auch eine Premiere für Furniture Row Racing darstellte.